# Trang viên của giới quý tộc Ba Lan

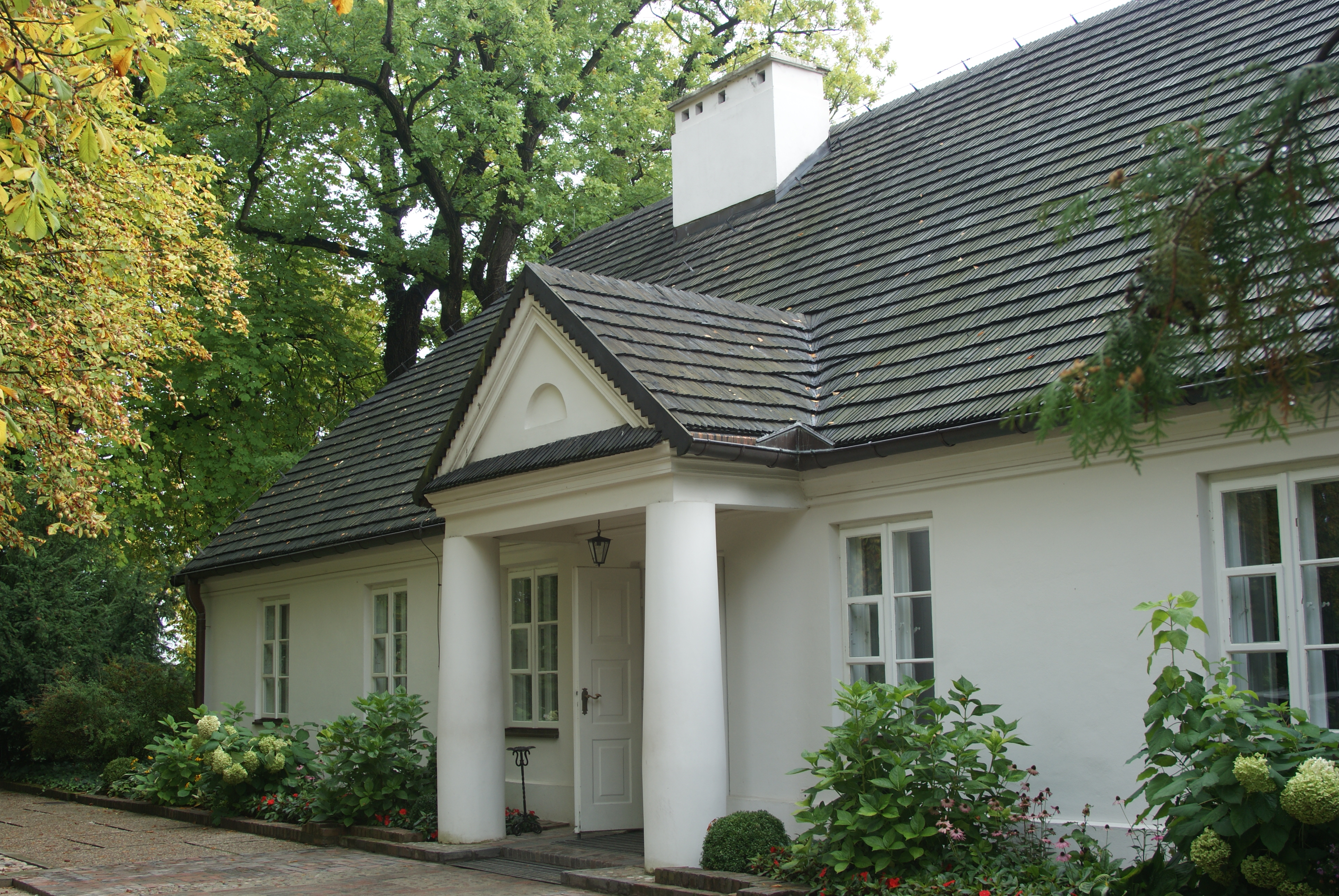
Elazowa Wola, nơi sinh của Fryderyk Chopin.

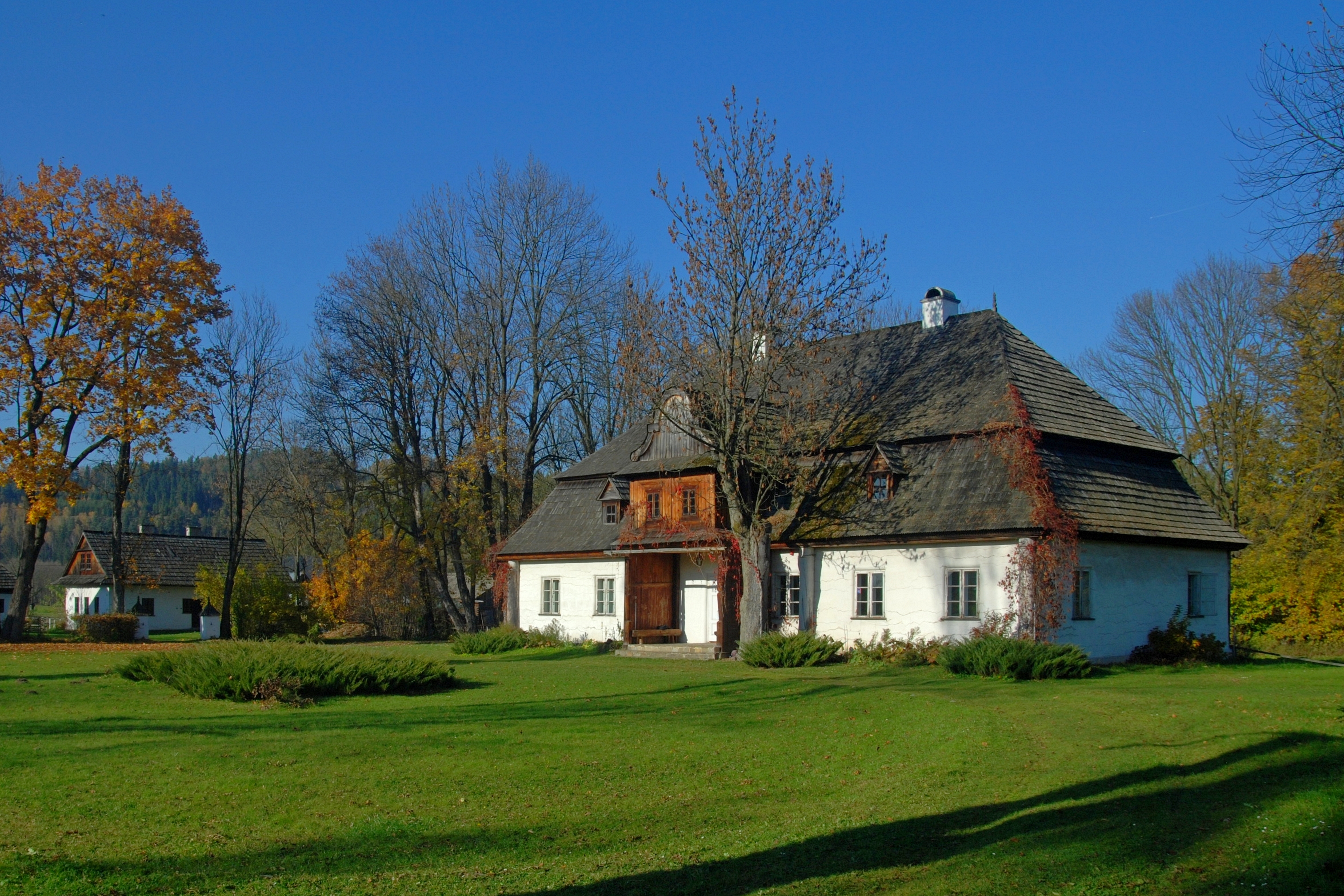
Một trang viên lớn ở Lopuszna với mái nhà mansard, điển hình cho tất cả các trang viên Ba Lan

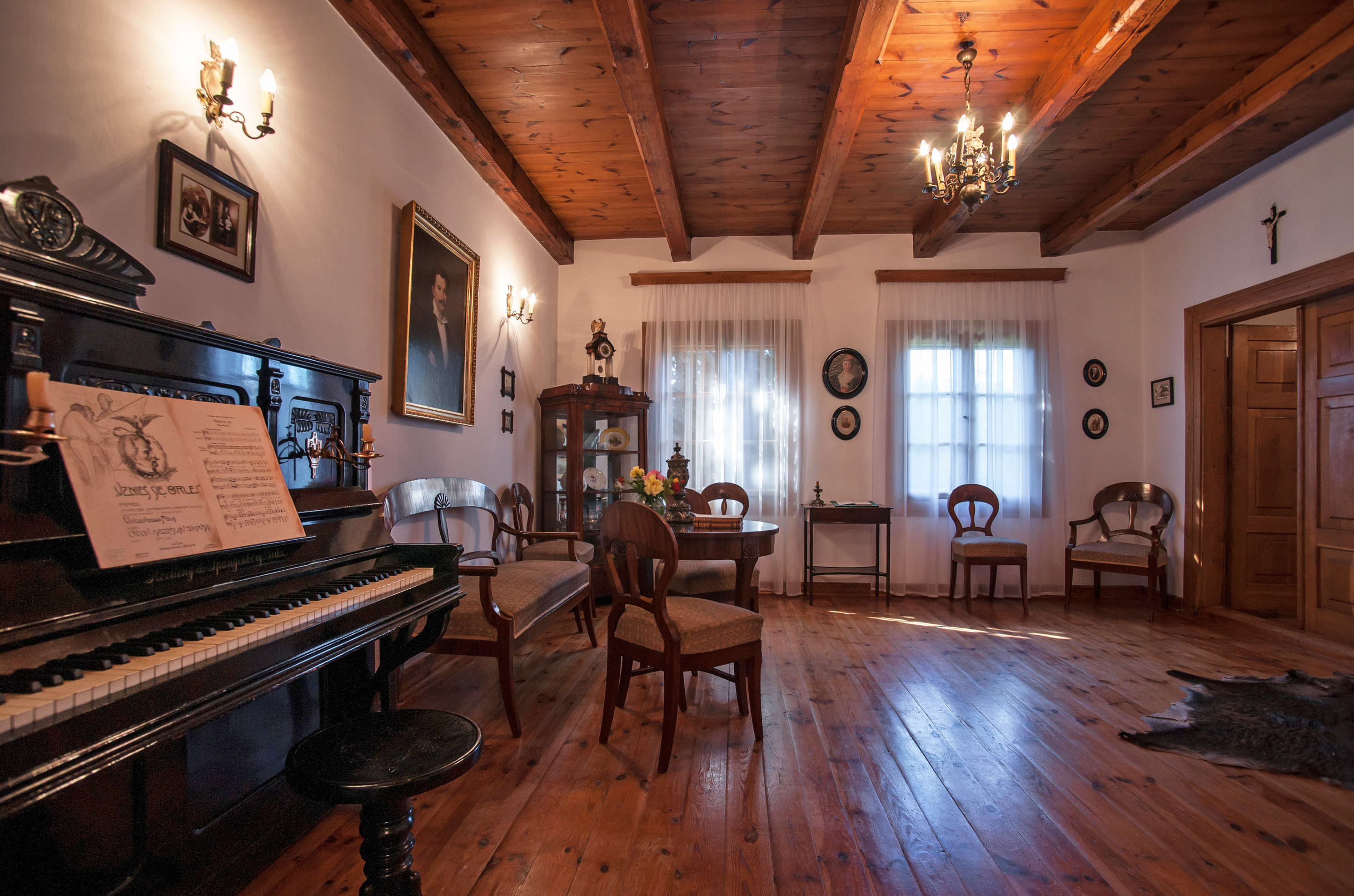
Nội thất của một trang viên đã từng thuộc về Wincenty Pol, Lublin

Trang viên của giới quý tộc Ba Lan được gọi là dwór  hoặc dworek trong tiếng Ba Lan.
Hình thức kiến trúc của Ba Lan trang viên phát triển xung quanh cuối thời Phục hưng ở Ba Lan và tiếp tục cho đến khi Chiến tranh thế giới thứ hai, trong đó, cùng với việc tiếp quản cộng sản Ba Lan, dấu chấm hết của giới quý tộc ở Ba Lan. Một sắc lệnh năm 1944 đã quốc hữu hóa hầu hết các biệt thự là tài sản của giới quý tộc; một số ít thích nghi với các mục đích khác và nhiều người dần dần bị hủy hoại. Phần lớn các biệt thự như vậy vẫn chưa được sử dụng và đang dần xuống cấp.

## Lịch sử kiến trúc
Trong thời kỳ thịnh vượng chung Ba Lan - Litva, giới quý tộc Ba Lan đã xây dựng những trang viên ở nông thôn. Đây là một vị trí ưa thích cho nơi cư trú, vì giới quý tộc, theo hệ tư tưởng sarmatism, cảm thấy khinh miệt các thành phố, mặc dù các thành viên của giới thượng lưu này cũng có nhà ở trong một thành phố hoặc thị trấn lớn (nhưng, đây là những căn hộ lớn bên cạnh chứ không phải thị trấn nhà cửa).
Phần lớn các trang viên nông thôn như vậy được làm bằng gỗ. Họ có xu hướng rơi vào hai loại: cung điện quý hiếm của các ông trùm và những ngôi nhà một tầng nhỏ hơn, trong đó gỗ là vật liệu xây dựng phổ biến nhất. Bắt đầu từ thời kỳ Phục hưng, các lâu đài được xây dựng bằng công việc thợ xây xuất hiện, thường được thiết kế để tăng cường các đặc tính phòng thủ của chúng. Mặc dù từ rất sớm, những lâu đài như vậy thường được thiết kế như những pháo đài phòng thủ nhỏ, theo thời gian - vào khoảng thời kỳ baroque - chức năng phòng thủ bắt đầu biến mất.
Các lâu đài phục hưng ban đầu được dựa trên một thiết kế hình chữ nhật, với các buồng góc (alkierze) và hiên nhà. Mái nhà là một biến thể theo kiểu Ba Lancủa mái hông (pl: Łamany dach polski) được bao phủ bởi những cái lắc. Trong thời kỳ baroque, alkierze đã được thay thế bằng risalits, và mái nhà mansard xuất hiện. Thời kỳ Chủ nghĩa Cổ điển, mái hiên được thay thế bằng porticos bằng tympanums.
Thiết kế theo phong cách dwór cũng rất phổ biến ở Đệ nhị Cộng hòa Ba Lan (tiếng Ba Lan: narodowy hoặc styl dworkowy), và vẫn truyền cảm hứng cho một số trang viên Ba Lan hiện đại.